# Марта Джонс
Марта Джонс (англ. Martha Jones) — вигаданий персонаж британського науково-фантастичного телесеріалу «Доктор Хто» та його серіалу-відгалуження «Торчвуд», зіграний британською акторкою Фрімою Аджимен.
Дебютувала в серії «Сміт і Джонс». До зустрічі з Десятим Доктором Марта була студентом-медиком. Після третього сезону (2007) вона здобула медичну освіту й долучилася до військової організації UNIT, але зрештою вирішила залишити її. Також деякий час вона працювала разом з капітаном Джеком Гаркнессом з інституту «Торчвуд». На відміну від попередньої супутниці Доктора, Роуз Тайлер, Марта старша та більш самостійна.
Загалом Марта Джонс з'являється у 19 серіях «Доктора Хто» та у трьох серіях «Торчвуду».

## Історія створення
Вперше Фріма Аджимен з'явилася у «Докторі Хто» в серії «Армія привидів» у ролі кузини Марти Джонс на ім'я Адеола Ошоді. Акторка дуже сподобалася продюсерові серіалу, Расселу Т. Девісу, і він запропонував їй роль постійної супутниці Доктора. Перше оголошення про те, що Фріма зіграє Марту Джонс у третьому сезоні серіалу, з'явилося 5 липня 2006 у пресрелізі BBC.
Раніше передбачалося, що Марта буде родом з 1914 року, але потім творці вирішили перенести її у 2008.. Рассел Т. Девіс часто дає своїм персонажам однакові прізвища, і Марта Джонс не виняток. Так, наприклад, у «Докторі Хто» є персонаж на ім'я Гаррієт Джонс, у серіалі «Торчвуд» — Янто Джонс та Іджин Джонс, а у серіалі «Близькі друзі» — Стюарт Аллен Джонс.
Марта Джонс багато в чому відрізняється від попередньої супутниці Доктора, Роуз Тайлер, і переважно ці відмінності полярні. Вона старша за Роуз, у неї темні волосся та шкіра, вона отримала (станом на початок другого сезону «Торчвуду») вищу освіту, живе окремо від батьків.
Фріма Аджимен так описує та порівнює Марту Джонс із Роуз Тайлер:
|  | Вона старша за Роуз, більш упевнена в собі, але не має хлопця. Вона має власну маленьку квартиру та родину. У Роуз була тільки мати, а у Марти родина велика. Їй не потрібен Доктор, щоб доглядати за нею чи щоб учити її розуму, вона хоче пригод! Оригінальний текст (англ.) She's older than Rose, more secure, but she doesn't have a boyfriend. She has her own little flat and her family around her. Rose had only her mum, but Martha has a big family. She isn't looking to the Doctor for guidance or education, she wants adventure! |

## Історія персонажу

### Зустріч із Доктором
Марта Джонс вперше зустріла Доктора у міській лікарні. Космічна поліція перенесла будівлю на Місяць, аби знайти певного злочинця, який переховувався серед пацієнтів. Підозра поліції одразу ж впала на Доктора, так як він не людина, але Марта допомогла йому знайти та знешкодити справжнього злочинця.
Пізнім вечором того ж дня Марта знову зустрічає Доктора, який розповідає їй про себе та показує TARDIS. Як подяку за допомогу, Доктор пропонує Марті вирушити з ним в одну подорож у часі. Марта погодилася, хоча Доктор наполягав на тому, що він запросив її тільки на одну подорож, а не як заміну його попередньої супутниці — Роуз Тайлер.

### Подорожуючи з Доктором
У своїй першій подорожі Марта та Доктор потрапляють у часи Шекспіра та допомагають йому врятувати світ від Стерв'ятниць (англ. Carrionites). Їхня наступна мандрівка — Нова Земля, де вони зустрічають Обличчя Бо та звільняють людей від всесвітнього затору. У третій подорожі Марта й Доктор потрапляють у Нью-Йорк 1930-х і рятують його від давніх ворогів Доктора — далеків.
Повернувшись до 2008 року, Доктор і Марта вирішують не розлучатися так швидко та відвідують вечір професора Лазаруса, на якому рятують людей від професора, що мутував. Після цього вечора Доктор вирішує взяти Марту з собою як постійну супутницю.
У наступних серіях Марта й Доктор потрапляють на космічний корабель XLII століття, рятуються від інопланетної родини, сховавшись у 1913 році, та допомагають дівчині на ім'я Саллі Сперроу здолати статуї, які ожили.

### Рік, якого ніколи не було
В серії «Утопія» Марта та Доктор зустрічають іще одного Володаря Часу, що вижив — Майстра. Він захоплює владу над Землею і не лишає Марті вибору, крім як утекти з поля бою. Протягом року вона подорожує Землею та розповідає людям історію про Доктора. Рік потому у вирішальний день віра, яку історія навіяла людям, повернула Докторові його сили. Разом з Мартою та Джеком вони здолали Майстра та повернули час на рік назад.
В серії «Останній Володар Часу» Марта вирішує залишити Доктора та приділити свою увагу родині. Але, тим не менше, вона залишила йому свій телефон, аби подзвонити, якщо той їй знадобиться.

### UNIT і Торчвуд
Після перемоги над Майстром Марта вступила до лав військової організації UNIT. Уже офіцером вона відвідала команду Торчвуду-3 у Кардіффі та допомогла Джекові розібратися з таємничою медичною організацією «Фарм».
У серії «План сонтаранців» Марта зв'язалася з Доктором, аби він допоміг UNIT розкрити таємницю ATMOS — системи атмосферного очищення. Сонтаранці, інопланетна раса, взяли Марту в полон, аби створити її клона та впровадити в UNIT. Але згодом клон загинув, оскільки не міг жити одночасно з Мартою.
Після перемоги над сонтаранцями TARDIS раптом перенесла Доктора, Донну та Марту на планету Мессаліна, на якій сім днів іде війна між людьми та хатами. Після смерті Дженні (яка, після того, як Доктор покинув цю планету, була оживлена Джерелом і полетіла на ракеті мандрувати космосом), дочки Доктора, і запанування миру між расами Доктор повернув Марту назад у 2009 рік.
В серіях «Вкрадена Земля» та «Кінець подорожі» командування UNIT віддає Марті наказ підірвати 25 ядерних боєголовок, розташованих під земною корою. Вибух такої потужності зможе знищити всю планету і, на думку Марти, зруйнувати весь план далеків. Але вони завадили їй, і ключ так і не було запущено. Завдяки цьому Доктор і його супутники змогли перемогти далеків і без знищення планети.

### Подальша історія
В подальшому Марта тісно продовжує працювати з UNIT і Торчвудом, але вийшовши заміж за Міккі Сміта, вона пішла з цих організацій під його напором і стала фрілансером.

### Альтернативна історія
В епізоді «Поверни ліворуч» провісниця з планети Шан Шен відправляє Донну Ноубл у день, який визначив її зустріч із Доктором. Того дня перед Донною стояла дилема — повернути ліворуч, аби розпочати роботу в «Ейч Сі Клементс», або повернути праворуч і влаштуватися на місцеву копіювальну фірму. Донна Ноубл, під впливом Часового жука, обирає роботу в копіювальній компанії Дживала Чандрі.
Це рішення породжує паралельний світ, де Доктор, не зустрівши Донну, гине у битві з Імператрицею Ракносс. Смерть Доктора призводить до катастрофічних змін, в одній з яких Марта гине під час подій серії «Сміт і Джонс».

### Родина та особисте життя
Батьки Марти — Френсін і Клайв Джонс (розлучені). В неї є сестра Тіш, брат Лео та племінниця Кіша. Також у неї була кузина Адеола Ошоді, яка загинула під час подій серій «Армія привидів» і «Судний день».
У третьому сезоні (2007) Марта була закохана в Доктора, але бачачи, що він не звертає на неї увагу, вона вирішила залишити його і не мучити себе безвідповідальністю.
Пізніше, вже працюючи в UNIT, Марта вийшла заміж за Міккі Сміта, який також був супутником Доктора. Хоча, раніше були здогадки, що її чоловіком стане Том Міліган — чоловік, який допомагав їй битися з Майстром у серії «Останній Володар Часу».

### Кар'єра
До зустріч з Доктором Марта була студентом-медиком. У серіях «Людська природа» та «Кліп-кліп» вона підробляла покоївкою та продавчинею відповідно. Пізніше Марта отримала медичну освіту і, завдяки Докторові, її запросили працювати до військової організації UNIT. Також вона іноді працює зі своїми колегами з інституту «Торчвуд».
В серії «Кінець часу» розкривається, що саме Міккі Сміт умовив Марту піти з UNIT і працювати фрілансером.

## Визнання
Список нагород і номінацій Фріми Аджимен за роль Марти Джонс:

### Нагороди
- 2007: Glamour Women of the Year Awards — «Найкращий прорив»[18]
- 2007: Screen Nation Film and TV Awards — «Найкраща телевізійна акторка»[19]

### Номінації
- 2007: National Television Awards — «Найкраща акторка»[20]

## Появи у «Докторі Хто» та «Торчвуді»

### Серії «Доктора Хто»
| Номер | #     | Епізод                                      | Оригінальна назва                                | Сценарист       | Режисер          | Дата виходу                                  | Код       |
| ----- | ----- | ------------------------------------------- | ------------------------------------------------ | --------------- | ---------------- | -------------------------------------------- | --------- |
| 179   | 1     | Сміт і Джонс                                | Smith and Jones                                  | Рассел Т. Девіс | Чарльз Палмер    | 31 березня 2007                              | 3.1       |
| 180   | 2     | Код Шекспіра                                | The Shakespeare Code                             | Гарет Робертс   | Чарльз Палмер    | 7 квітня 2007                                | 3.2       |
| 181   | 3     | Затор                                       | Gridlock                                         | Рассел Т. Девіс | Річард Кларк     | 14 квітня 2007                               | 3.3       |
| 182   | 4—5   | Далеки на Мангеттені Еволюція далеків       | Daleks in Manhattan Evolution of the Daleks      | Хелен Рейнор    | Джеймс Стронг    | 21 квітня 2007 28 квітня 2007                | 3.4—3.5   |
| 183   | 6     | «Експеримент Лазаруса»                      | The Lazarus Experiment                           | Стівен Грінхорн | Річард Кларк     | 5 травня 2007                                | 3.6       |
| 184   | 7     | «42»                                        | 42                                               | Кріс Чібнел     | Грем Харпер      | 19 травня 2007                               | 3.7       |
| 185   | 8—9   | Людська природа Сім'я крові                 | Human Nature The Family of Blood                 | Пол Корнел      | Чарльз Палмер    | 26 травня 2007 2 червня 2007                 | 3.8—3.9   |
| 186   | 10    | «Кліп-кліп»                                 | Blink                                            | Стівен Моффат   | Хетти МакДональд | 9 червня 2007                                | 3.10      |
| 187   | 11—13 | Утопія Барабанний бій Останній Володар Часу | Utopia The Sound of Drums Last of the Time Lords | Рассел Т. Девіс | Грем Харпер      | 16 червня 2007 23 червня 2007 30 червня 2007 | 3.11—3.13 |

| Номер | #     | Серія                          | Оригінальна назва                     | Сценарист       | Режисер          | Дата виходу                  | Код       |
| ----- | ----- | ------------------------------ | ------------------------------------- | --------------- | ---------------- | ---------------------------- | --------- |
| 192   | 4—5   | План сонтаранців Отруєне небо  | The Sontaran Stratagem The Poison Sky | Хелен Рейнор    | Дуглас Маккіннон | 26 квітня 2008 3 травня 2008 | 4.4—4.5   |
| 193   | 6     | Донька Доктора                 | The Doctor's Daughter                 | Стівен Грінхорн | Еліс Тротон      | 10 травня 2008               | 4.6       |
| 198   | 12—13 | Вкрадена Земля Кінець подорожі | The Stolen Earth Journey's End        | Рассел Т. Девіс | Грем Харпер      | 28 червня 2008 5 липня 2008  | 4.12—4.13 |
| 202   | 18    | Кінець часу                    | The End of Time                       | Рассел Т. Девіс | Еврос Лін        | 1 січня 2010                 | 4.18      |

### Серії «Торчвуду»
| Номер | # | Серія            | Оригінальна назва  | Сценарист      | Режисер     | Дата виходу    | Код |
| ----- | - | ---------------- | ------------------ | -------------- | ----------- | -------------- | --- |
| 19    | 6 | Перезавантаження | Reset              | Дж. С. Вілшер  | Ешлі Вей    | 13 лютого 2008 | 2.6 |
| 20    | 7 | Ходячий мрець    | Dead Man Walking   | Метт Джонс     | Енді Годдар | 20 лютого 2008 | 2.7 |
| 21    | 8 | День у смерті    | A Day in the Death | Джозеф Лідстер | Енді Годдар | 27 лютого 2008 | 2.8 |

### Романи
| Назва            | Оригінальна назва    | Автор            | Дата виходу     | Аудіоверсія     |
| ---------------- | -------------------- | ---------------- | --------------- | --------------- |
| Жало зайгонів    | Sting of the Zygons  | Стефан Коул      | 19 квітня 2007  | Реггі Ятс       |
| Останній дронт   | The Last Dodo        | Жаклін Райнер    | 19 квітня 2007  | Фріма Аджиман   |
| Дерев'яне серце  | Wooden Heart         | Мартин Дей       | 19 квітня 2007  | Аджоя Андо      |
| Вічна осінь      | Forever Autumn       | Мартін Морріс    | 6 вересня 2007  | Вілл Торп       |
| Стара будівля    | Sick Building        | Пол Магрс        | 6 вересня 2007  | Вілл Торп       |
| Мокрий світ      | Wetworld             | Марк Мічаловскі  | 6 вересня 2007  | Фріма Аджиман   |
| Колодязь бажань  | Wishing Well         | Тревор Баксендал | 27 вересня 2007 | Дебі Чазен      |
| Петля піратів    | The Pirate Loop      | Саймон Гуїрір    | 27 вересня 2007 | Фріма Аджиман   |
| Миротворець      | Peacemaker           | Джеймс Сваллов   | 27 вересня 2007 | Вілл Торп       |
| Марта у дзеркалі | Martha in the Mirror | Джастін Річардс  | 1 травня 2008   | Фріма Аджиман   |
| Сніжна куля 7    | Snowglobe 7          | Майк Такер       | 1 травня 2008   | Джорджія Моффет |
| Купа рук         | The Many Hands       | Дейл Сміт        | 1 травня 2008   | Девід Тротон    |
| Історія Марти    | The Story of Martha  | Ден Абнетт       | 26 грудня 2008  | Фріма Аджиман   |